# 全米撮影監督協会
全米撮影監督協会（American Society of Cinematographers, 略称: ASC）は、アメリカ合衆国の映画芸術を推進する非営利団体である。組合、ギルド、名誉協会ではなく、入会するには会員から推薦される必要がある。またアメリカ人以外でも入会が可能である。2012年2月現在、20カ国302名の会員を抱えている。
会員は、映画でクレジットされた際に名前の後に「A.S.C.」とつけることができる。

## 全米撮影監督協会賞
協会は毎年、全米撮影監督協会賞を実施している。テレビ部門と映画部門がある